# Josef Randa
Josef Randa (10. ledna 1933, Praha – 6. července 2005 Winnipeg, Manitoba) byl český sochař a exulant. Před komunistickým režimem uprchl do Kanady. Je autorem řady uměleckých děl, mimo jiné Znovuukřižovaného a Setkání dvou řek. V roce 2002 obdržel od Československého sdružení v Kanadě Masarykovu cenu.